# Zólyom–Kassa-vasútvonal
A Zólyom–Kassa-vasútvonal a szlovák vasút 160-as számú vasútvonala, az úgynevezett déli vasútvonal része. Egyvágányú, részben kétvágányúsított vasútvonal. Rövid szakaszokon villamosított: Zólyom térségében 25 kV-os 50 Hz-es váltóárammal (magyarországi szabvány), Kassa és Szepsi között pedig 3 kV-os egyenárammal, de tervezik a teljes vonal villamosítását, a költségvetési problémák miatt azonban egyelőre nem tudni, erre mikor fog sor kerülni. 2021 és 2024 között folyamatban van az Enyicke–Szepsi szakasz villamosítása. Fontos szerepet tölt be Szlovákia vasúti közlekedésében, ugyanis a déli határ mentén húzódó hosszirányú kapcsolat az ország keleti és középső része között.

## Története
A vonal egyes szakaszai még az Osztrák-Magyar Monarchia idején épültek és nem képezték azt az egységet, amit a mai vasútvonalnak tekinthetünk. Létrejötte tulajdonképpen szükség szülte, az 1918-ban létrejött Csehszlovákiának ugyanis Szlovákia területén nem igazán voltak kelet-nyugati irányú átszelő vasúti kapcsolatai. 1938 és 1945 között bizonyos szakaszai ismét Magyarországhoz tartoztak (a Kassa–Szepsi és a Rozsnyó–Losonc), ekkor kezdték el az úgynevezett Gömör-áttörés megépítését is a hálózat egységének fenntartása céljából, melyre végül a vasútvonalak visszakerülése miatt nem lett szükség. 1955. január 23-án jött létre, a szádalmási alagút átadásával teljes hosszában a különböző szakaszok összekötése. Eredetileg két másik alagút is volt a vonalon: az egyik Fűrész település mellett, amit a Krivány–Lónyabánya közti rész kétvágányúsítása miatt zártak be, a divényoroszi alagutat pedig elbontották és a helyén egy kibélelt völgyben halad a vonal. A vonalon további 10 szakaszt kétvágányúsítottak:
- Zólyom-személyi pályaudvar–Nagyszalatna kitérő
- Vágluka–Feled
- Szentharaszt–Lúčna
- Csoltó–Özörény
- Szalóc–Berzéte
- Rozsnyó–Hárskút
- Szádalmási–Méhészudvarnok-Szádellő
- Torna–Somodi
- Csécs–Perény-hím
- Enyicke–Kassa vasútállomás

A kétvágányúsított szakaszok összhossza 85 km ami teljes vonal több mint egyharmadát teszi ki.
Az egyes szakaszok megnyitásának dátuma:
- 1860. augusztus 14.: Kassa–Bárca (Tiszavidéki Vasút)
- 1871. május 4.: Fülek–Losonc (Magyar Északi Vasút)
- 1871. június 18.: Losonc–Zólyom (Magyar Északi Vasút)
- 1873. szeptember 10.: Fülek–Sajólénártfalva
- 1874. június 1.: Rozsnyó környéki hiányzó rész
- 1896. október 12.: Bárca–Torna
- 1955. január 23.: Torna–Rozsnyó

## Vontatási nemek
Érdekessége a vonalnak, hogy mindjárt háromféle is van belőle. Nyugati végén Zólyom személypályaudvara és teherpályaudvara között 25 kV-os váltóárammal, Kassa és Szepsi között 3 kV-os egyenárammal, a kettő között pedig dízelvontatással járnak a vonatok. Az Enyicke–Nagyida–Szepsi szakasz mint Kassa elővárosi vasútvonala került villamosításra, kis részben a Szepsi–Mecenzéf közti rövid vonal is.
2020-ban a Szlovák Államvasút elkészíttette a Fülek–Zólyom közti szakasz villamosításának hatástanulmányát. Két lehetőséget vettek számításba, Az első szerint az állomások teljes újjáépítése, a biztosítóberendezések cseréje, valamint egyes szakaszokon a sebességhatár 120 km/h-ra felemelése lenne a projekt célja. A másik terv a vonal kétvágányúsítását célozza, ebben az esetben a villamosítás csak Zólyom és Losonc között történne, esetleg Zólyom és a füleki elágazás köztig. Füleken a pályaudvar sajátos elhelyezkedése miatt megfontolás tárgyává tették annak a városközponthoz közelebb helyezését. A terveket egyelőre, azok magas költsége miatt, elvetették.
A 8,4 km hosszú Fülek–Ipolygalsa megállóhely szakaszon a pálya nem kielégítő állapota miatt szükséges a felépítmény rekonstrukciója, felújítása, az alépítmény hiányzó szerkezeti rétegeinek kialakítása, az átereszek tisztítása és a hídszerkezetek rekonstrukciója. A szomszédos állomásokon, megállóhelyeken és kereszteződésekben szükséges építési átalakításokkal együtt növeli a vasúti közlekedés biztonságát, gördülékenységét, megszünteti az ideiglenes vágánysebesség-korlátozásokat, valamint növeli a vasúti közlekedés biztonságát. A szükséges forrást a helyreállítási alap biztosítja.

## Állomások és megállóhelyek a vonalon
Az állomások és megállóhelyek jelentős részét ma már nem használják, csak a főbb vasúti csomópontokon van utasforgalom.
- Zólyom (csatlakozás a Zólyom–Érsekújvár vonalhoz, a Zólyom–Csata vonalhoz, a Zólyom–Besztercebánya–Ruttka vonalhoz, és a Zólyom–Körmöcbánya–Turócdivék vonalhoz)
- Zólyom teherpályaudvar
- Nagyszalatna
- Végles
- Dombszög
- Dombszög
- Gyetva
- Divényoroszi
- Fűrész
- Vámosfalva
- Lónyabánya
- Lónyabánya megállóhely
- Patakalja
- Losonctamási
- Losonc (határátmenet és csatlakozás a Losonc–Nagykürtös és a Losonc–Újantalvölgy vonalakhoz)
- Ipolygalsa
- Perse
- Fülek megállóhely
- Fülek (határátmenet, csatlakozás a Fülek–Somoskőújfalu vasútvonalhoz)
- Gömörsid
- Csomatelke
- Ajnácskő
- Balogfala
- Várgede
- Gortva
- Feled (csatlakozás a Feled–Breznóbánya vonalhoz)
- Dobóca
- Kacagópuszta
- Rimaszécs
- Csízfürdő
- Sajólénártfalva (határátmenet Bánréve felé)
- Abafalva
- Sajórecske
- Kövecses
- Méhi
- Tornalja
- Sajógömör
- Gömörpanyit
- Csoltó
- Lekenye
- Özörény
- Pelsőc (csatlakozás a Pelsőc–Murányalja és a Pelsőc–Nagyszabos vonalakhoz)
- Vígtelke
- Szalóc
- Rozsnyó (csatlakozás a Rozsnyó–Dobsina vonalhoz)
- Jólész
- Hárskút
- Szádalmás
- Tornagörgő
- Méhészudvarnok
- Torna (megszűnt határátmenet Magyarország felé)
- Somodi
- Szepsi (csatlakozás a Szepsi–Mecenzéf vonalhoz)
- Makranc
- Csécs
- Szeszta
- Nagyida
- Kassai Vasmű
- Enyicke
- Bárca (határátmenet és csatlakozás a Kassa–Hidasnémeti vonalhoz)
- Kassa-Erzsébetváros
- Kassa (csatlakozás a Kassa–Zsolna, a Kassa–Palocsa–Muszyna és a Kassa–Tiszacsernyő vasútvonalakhoz)

## Fordítás
- Ez a szócikk részben vagy egészben  a(z)   Železničná trať Zvolen – Košice című szlovák Wikipédia-szócikk ezen változatának fordításán alapul.  Az eredeti cikk szerkesztőit annak laptörténete sorolja fel. Ez a jelzés csupán a megfogalmazás eredetét és a szerzői jogokat jelzi, nem szolgál a cikkben szereplő információk forrásmegjelöléseként.